# 皮克
皮克，质量单位，符号pg（英语：picogram）。
皮克是一個極微少的質量單位。1皮克等於一萬億分之一克（10-12克），當用於藥物（如：興奮劑）或污染物（如：二噁英）的檢測。
- 1,000 皮克 = 1奈克
- 1,000,000 皮克 = 1微克
- 1,000,000,000 皮克 = 1毫克
- 1,000,000,000,000 皮克 = 1克
- 1,000,000,000,000,000 皮克 = 1千克

## 應用
- 一顆乾燥了的杜氏盐藻的重量約為150皮克[2]
- 酵母細胞的重量約為60皮克[3][4]
- 人類的精子細胞重約22皮克[5]。
- 一般人類雙倍體細胞內的染色體重量約是6皮克[6]。
- 大腸桿菌的重量約為1皮克[7]。
- 雌二醇/雌酮的單位是皮克/毫升（台灣、美國）